# Karl Gerland
Karl Gerland, född 14 juli 1905 i Gottsbüren, död 21 april 1945 i Frankfurt an der Oder, var en tysk Gauleiter och SS-Gruppenführer. Han var även riksdagsledamot.

## Biografi
Karl Gerland studerade vid Technische Hochschule i Hannover från 1923 till 1925. År 1929 blev han medlem i Nationalsocialistiska tyska arbetarepartiet (NSDAP) och året därpå Kreisleiter i Kreis Hofgeismar.
Från 1934 till 1938 var Gerland knuten till staben hos Führerns ställföreträdare, Rudolf Hess. Efter att i fem år ha varit ställföreträdande Gauleiter i Niederdonau övertog Gerland i november 1943 ämbetet som Gauleiter i Kurhessen från Karl Weinrich, som hade blivit avsatt. Gerland var därutöver Oberpräsident i den kortlivade Provinsen Kurhessen.
Gerland stupade vid strider i Frankfurt an der Oder.